# Andersen Air Force Base

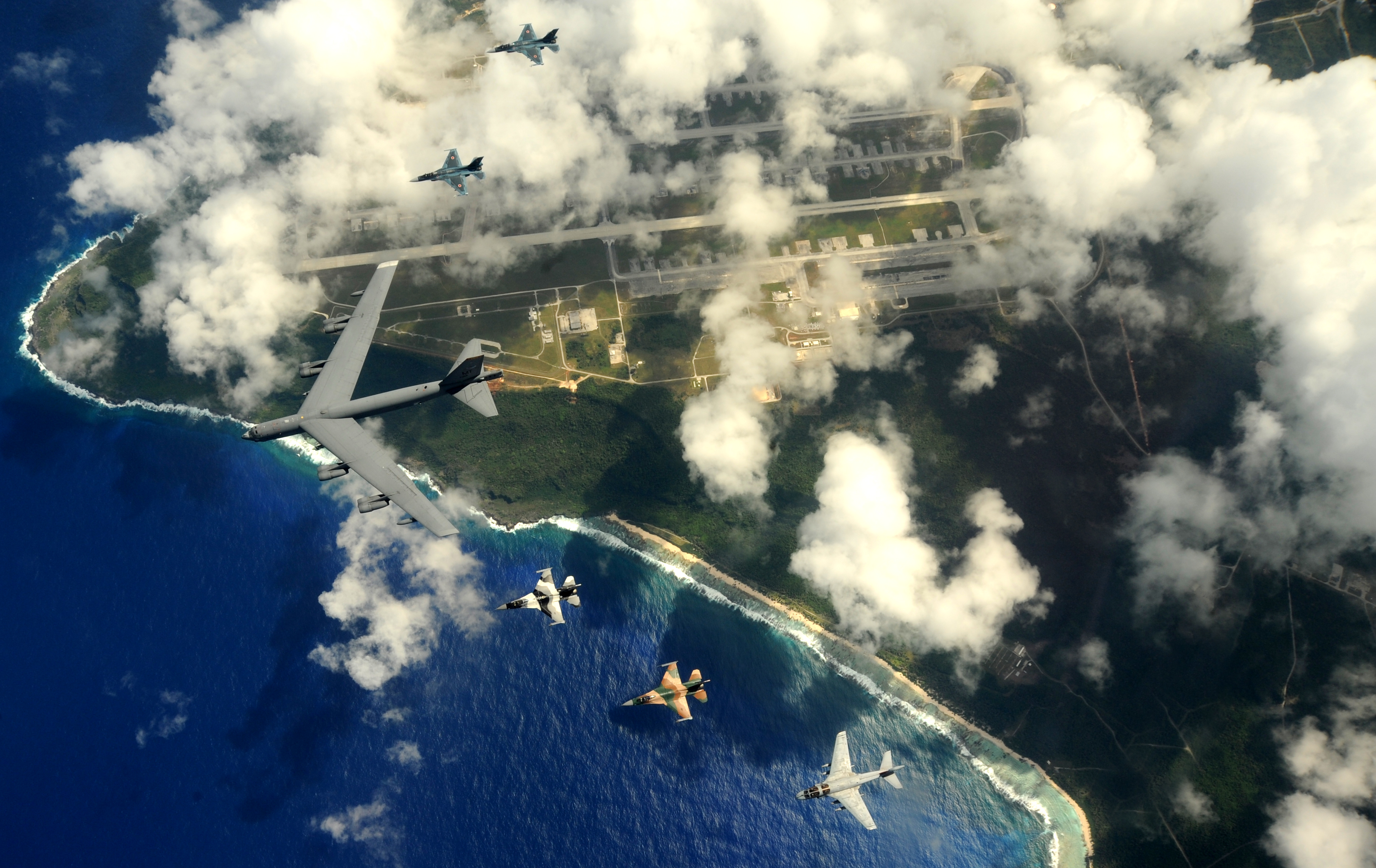
Een B-52, Amerikaanse en Japanse jagers boven Andersen AFB

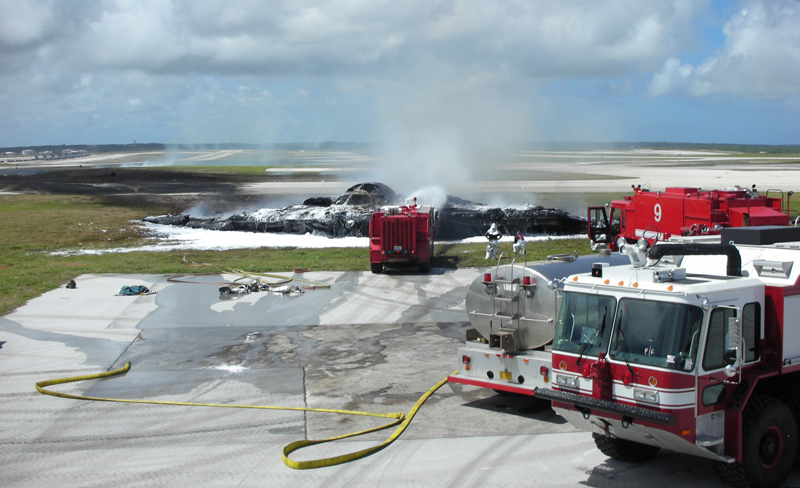
Neergestorte en uitgebrande B-2 Spirit naast de landingsbaan op Andersen AFB

Andersen Air Force Base (IATA-code: UAM, ICAO-code: PGUA) is een vliegbasis van de United States Air Force op het Amerikaans eiland Guam. De basis ligt op de noordelijke punt van het eiland, ongeveer 25 km van de hoofdstad Hagåtña.
Andersen AFB was lange tijd het hoofdkwartier van de 13th Air Force totdat dit HQ in mei 2005 werd verplaatst naar de Joint Base Pearl Harbor-Hickam in Hawaï. Andersen AFB werd in oktober 2009 onder beheer gebracht van de Joint Region Marianas, net als de Marine Base Guam op het eiland. De twee bases liggen ongeveer 50 km uit elkaar aan de beide extremen van het eiland. De Air Force Base werd in 1944 na de bevrijding van Guam opgericht als North Field en is vernoemd naar de Amerikaanse brigadegeneraal James Roy Andersen.
Andersen, de belangrijkste Amerikaanse luchtmachtbasis ten westen van Hawaï, is een van de vier voorwaartse operationele locaties van de USAF langeafstandsbommenwerpersvloot en de enige basis in de westelijke Stille Oceaan van waaruit tot 2020 permanent Amerikaanse zware strategische bommenwerpers ingezet konden worden, inclusief de B-1B, de B-2 en de B-52 bommenwerpers. Andersen is een van de twee kritieke bases in de regio Azië-Pacific, de andere is de Joint Base op het Britse eiland Diego Garcia in de Indische Oceaan.
Vanwege het bijna onbeperkte luchtruim van Guam en de nabijheid van het eiland Farallon de Medinilla, een bombardementsdoelgebied 300 km ten noorden van Guam, bevindt de basis zich op een ideale trainingslocatie. Een paar Northrop Grumman RQ-4B Global Hawks zijn sinds 2010 op de basis gestationeerd.

## Geschiedenis
De geschiedenis van Andersen Air Force Base gaat terug tot de Pacifische Oorlog. In die tijd werd bebost land gekapt en werd het huidige vliegveld aangelegd. In juni 1945 werden van daaruit bombardementen op Japan uitgevoerd. In 1947 werd North Field omgedoopt tot North Guam Air Force Base en in 1949 werd het omgedoopt tot Andersen Air Force Base naar brigadegeneraal James Roy Andersen (1904-1945).
Tijdens de Koreaanse Oorlog werd Guam een belangrijke tussenstop voor vliegtuigen en voorraden. In 1951 werden bommenwerpers overgebracht van tal van Amerikaanse bases naar Guam, eerst B-29's, later ook B-36's en B-47's. Tijdens de Vietnamoorlog was Andersen AFB een B-52 basis. Operatie Arc Light, het bombardement op de Vietcong en zijn bases of bevoorradingsroutes, liep van 1965 tot 1973. In 1972 werd Operatie Linebacker II uitgevoerd door meer dan 150 bommenwerpers. In totaal waren er in december van het jaar 729 lanceringen binnen elf dagen. Operatie New Life evacueerde duizenden na de val van Saigon in 1975.
In 1989 werd de basis overgedragen van het Strategic Air Command naar de Pacific Air Forces. Andersen AFB was ook een cruciaal punt in Operatie Fiery Vigil in 1991, toen mensen uit de Filipijnen moesten worden geëvacueerd na de uitbarsting van de Pinatubo. Tijdens de operationele periode van de Space Shuttle was Andersen Air Force Base een "Augmented Emergency Landing Site" voor ongeplande landingen.
Tegenwoordig dient Andersen AFB als een geavanceerde logistieke en bevoorradingsbasis. Het is belangrijk voor oefeningen in en troepeninzet in het zuidwesten van de Stille Oceaan of de Indische Oceaan. Het 634th Air Mobility Support Squadron, het 33rd Rescue Squadron en het 40th Exp. Maintenance Sq zijn er gestationeerd, evenals de 36th Air Base Wing/Air Expeditionary Wing, die tot het begin van de jaren 1990 als Tactical Fighter Wing op de voormalige Bitburg Air Base in de Duitse Eifel was gestationeerd.

## Incidenten
- Op 23 februari 2008 stortte een Northrop B-2 (de "Spirit of Kansas", AV-12, registratienummer 89-0127) neer tijdens het opstijgen vanaf de vliegbasis, waarbij beide piloten zichzelf redden met de schietstoelen. De piloot raakte lichtgewond, de co-piloot ernstig. De oorzaak was vocht in een sensor die gegevens leverde voor standregeling. In tegenstelling tot de voorschriften is de sensor vóór de kalibratie niet gedroogd door verhitting. Door de onjuiste gegevens van de sensor stuurde het standcontrolesysteem het vliegtuig tijdens het opstijgen in een te steile aanvalshoek, wat leidde tot een stall en dus tot de crash. Het was de eerste en enige crash van een B-2. (Zie ook Andersen Air Force Base B-2 crash)
- In februari 2010 vond er een ernstig incident plaats met nog een Northrop B-2, de Spirit of Washington, op Andersen Air Force Base, waarbij het vliegtuig zwaar beschadigd raakte, door brand. Na 18 maanden reparaties kon het terugvliegen naar de VS voor verdere herstelwerkzaamheden en keerde in december 2013 terug in dienst.